# وولوتشیتسه (ناحیه موست)
وولوتشیتسه (به چکی: Volevčice) یک منطقهٔ مسکونی در جمهوری چک است که در ناحیه موست واقع شده‌است. وولوتشیتسه ۵٫۱۳ کیلومتر مربع مساحت و ۱۰۰ نفر جمعیت دارد و ۲۱۹ متر بالاتر از سطح دریا واقع شده‌است.